# Matrix
Matrix — открытый протокол мгновенного обмена сообщениями и файлами с поддержкой голосовой и видеосвязи. Это децентрализованный клиент-серверный протокол с передачей сообщений между серверами. Также разработан API (интерфейс взаимодействия с программой) в формате JSON.

## Описание
Протокол Matrix позиционирован создателями как замена для более ранних протоколов, он призван объединить мгновенные сообщения (IM) с голосовым (VoIP) и видео-общением (video chat), что не удалось сделать в рамках SIP, XMPP и RCS.
Ключевые особенности протокола Matrix — объединение в одном месте всех каналов непосредственного общения и децентрализация.
Концепция Matrix основана на принципах построения электронной почты. Внутренняя организация протокола похожа на IRC — доверенные серверы обмениваются сообщениями чатов друг с другом. При этом Matrix отличается от того же IRC низким порогом вхождения, для общения через Matrix не нужно быть опытным пользователем, идентификация проста и осуществляется по номеру телефона, адресу электронной почты, аккаунтам Facebook или Google или другим способом, привычным пользователю. Также существуют сервера, не требующие для регистрации ввода данных пользователя, за исключением имени пользователя и пароля.

## Сомнения по поводу безопасности
После обнаружения серьёзной уязвимости, позволяющей раскрывать ключи сквозного шифрования, люди начали сомневаться в том, что протокол Matrix гарантирует полную безопасность. Вслед за этим появились подозрения в том, что в протокол Matrix может быть встроен бэкдор, который позволяет расшифровывать сообщения собеседников. Доказано это так и не было, в коде никаких ошибок найдено также не было.

## Программное обеспечение
Протокол обеспечивает возможность обмена сообщениями с другими протоколами посредством мостов. Мосты являются программами, работающими в связке с сервером и пересылающими сообщения между различными сетями.
В настоящее время существуют мосты для:
- Telegram[7]
- Discord[8]
- Gitter[9]
- Slack/Mattermost[10]
- IRC[11]
- WhatsApp[12]
- XMPP[13]
- Facebook Messenger[14]
- Signal[15]
- Skype[16]

Эталонной реализацией клиента Matrix является Element.io. Также существует большое количество ботов, мостов, серверов и клиентов сторонних разработчиков.

## История
Первоначально проект был создан внутри Amdocs при создании чата под названием «Объединенные коммуникации Amdocs» Мэтью Ходжсоном (англ. Matthew Hodgson) и Амандиной Ле Пап (Amandine Le Pape). Amdocs финансировал большую часть работ по разработке с 2014 по октябрь 2017 года.
Команда Matrix получила награды за инновации на конференции WebRTC 2014 Conference & Expo и «Лучшие в Шоу» на выставке WebRTC World 2015 года.
В 2015 году в Amdocs была создана дочерняя компания Vector Creations Limited, и персонал Matrix был переведён туда.
В июле 2017 года было объявлено о сокращении финансирования Amdocs, и в последующие недели основная команда создала собственную британскую компанию «New Vector», которая была в основном создана для поддержки разработки Matrix и Riot. В течение этого периода было много обращений за поддержкой к сообществу и компаниям, которые основаны на Matrix, чтобы помочь выплатить заработную плату по крайней мере части основной команды. Были созданы краудфандинговые аккаунты на Patreon и Liberapay, также основная команда запустила видеоподкаст под названием «Matrix Live», чтобы держать участников в курсе текущих событий. Это начинание было расширено в формате еженедельного блога под названием «This Week in Matrix», где заинтересованные члены сообщества могли читать или представлять свои собственные новости, связанные с Matrix.
Компания New Vector была создана с целью предоставления консультационных услуг по Matrix, а также платного хостинга серверов Matrix (в качестве платформы modular.im) для получения дохода.
В первые недели после его создания команда Matrix и компания Purism опубликовали планы о сотрудничестве в создании телефона Librem 5. Librem 5 был задуман как собственный телефон Matrix, где предустановленным приложением для обмена мгновенными сообщениями, аудио- и видеозвонками должен быть Matrix.
В 2017 году разработчики KDE объявили, что работают над включением поддержки протокола Matrix в свой IM-клиент Konversation
В конце января 2018 года компания получила инвестиции в размере 5 миллионов долларов США от Status, стартапа на основе Ethereum.
В апреле 2018 года правительство Франции объявило о планах создать собственный инструмент для обмена мгновенными сообщениями. Впоследствии командой Matrix было подтверждено, что он будет работать на основе Riot и Matrix, и что New Vector окажет поддержку правительству в этом начинании.
В октябре 2018 года была основана частная компания The Matrix.org foundation, которая выступала в качестве нейтрального юридического лица для дальнейшей разработки стандарта.
В феврале 2019 на крупнейшей конференции Европы по открытому программному обеспечению FOSDEM 2019 были официально представлены первые стабильные выпуски всех API-интерфейсов Matrix и объявлен скорейший выпуск Matrix 1.0. Чуть позднее сообщество KDE объявило о принятии Matrix для своих внутренних коммуникационных нужд в качестве децентрализованной альтернативы другим современным инструментам, таким как Telegram, Slack и Discord, и работе на своем собственном экземпляре сервера. Их примеру последовал также Calculate Linux.
11 июня 2019 года состоялся первый стабильный релиз протокола, выпуск спецификаций для всех API-интерфейсов, а также эталонной реализации сервера Synapse 1.0, реализующего полный функционал API Matrix 1.0. Также было объявлено об официальном начале работы некоммерческой организации Matrix.org Foundation, созданной с целью защищать независимость разработки протокола, развивать связанные с Matrix стандарты и выступать в роли независимой площадки для принятия решений. Были представлены «Хранители Matrix.org Foundation» — совет директоров, не связанных с коммерческой экосистемой, пользующихся авторитетом в сообществе и призванных отстаивать основную миссию проекта. В него вошли Джон Кроукрофт, являющийся мировым экспертом в области децентрализации и хранения данных, Росс Шульман — юрист, специализирующийся на технологиях и децентрализации, Юта Штайнер — сооснователь компании Parity Technologies, занимающейся технологиями на базе блокчейна, а также сооснователи Matrix Мэтью Ходжсон и Амандина Ле Пап.
В октябре 2019 года New Vector привлекла дополнительные 8,5 миллионов долларов США на разработку Matrix.
В декабре 2019 года Министерство обороны Германии объявило о пилотном проекте для безопасного обмена мгновенными сообщениями на основе протокола Matrix под названием BwMessenger, смоделированного по образцу французского проекта Tchap. Долгосрочная цель Федерального правительства Германии — безопасное использование служб обмена сообщениями, которые охватывают все министерства и подчиненные ведомства.
В мае 2020 года Matrix представила сквозное шифрование, включенное по умолчанию для личных чатов.